# Старое Давыдовское
Старое Давыдовское — деревня в Пошехонском районе Ярославской области России. Входит в состав Белосельского сельского поселения, относится к Белосельскому сельскому округу.

## География
Расположена на берегу речки Шига (приток Кештомы) в 4 км на запад от центра поселения села Белого и в 20 км на юго-восток от райцентра города Пошехонье.

## История
Главный каменный летний храм в честь Казанской Божией Матери с одним престолом основан в 1780 году. Храм устроен на средства дворянина Голенищева–Кутузова и других прихожан. Второй каменный храм в честь Боголюбской Божией Матери и вмч. Георгия Победоносца зимний с двумя престолами: в честь Богородицы и в честь Георгия, основан в 1854 году на церковные суммы и пожертвования прихожан. 
В конце XIX — начале XX века село входило в состав Займищевской волости Пошехонского уезда Ярославской губернии.
С 1929 года село являлось центром Давыдовского сельсовета Пошехонского района, в 1941 — 1959 годах — в составе Арефинского района, с 1954 года — в составе Белосельского сельсовета, с 2005 года — в составе Белосельского сельского поселения.

## Население
| 1859 | 2002 | 2007 | 2010 |
| ---- | ---- | ---- | ---- |
| 78   | ↘20  | ↘9   | ↗11  |

## Достопримечательности
В селе расположены недействующие Церкви Казанской иконы Божией Матери (1780) и Боголюбской иконы Божией Матери (1854).